# عمري باتريك
عمري باتريك (بالإنجليزية: Omari Patrick) هو لاعب كرة قدم بريطاني في مركز نصف الجناح، ولد في 24 مايو 1996 في سلاو في المملكة المتحدة. لعب مع يوفل تاون.

## وصلات خارجية
- عمري باتريك على موقع قاعدة بيانات كرة القدم.إي يو (الإنجليزية)
- عمري باتريك على موقع Soccerway.com (الإنجليزية)